# Pašková
Pašková (maďarsky Páskaháza) je obec na Slovensku v okrese Rožňava. V obci žije 335 obyvatel. 

## Historie
První písemná zmínka o obci pochází z roku 1318. Do uzavření Trianonské smlouvy byla obec součástí Uherska, poté byla součástí Československa. V roce 1921 zde žilo 404 obyvatel, z toho 1 Čechoslovák a 403 Maďarů. V letech 1938 až 1945 byla obec na základě první vídeňské arbitráže součástí Maďarského království.

## Kultura a zajímavosti

### Památky
- Reformovaný kostel, jednolodní klasicistní stavba s polygonálním závěrem a představenou věží z roku 1802. Stojí na místě starší stavby ze 17. století, která byla částečně využita při stavbě současného kostela. Z tohoto období se však dochovaly jen obvodové zdi, část věže a část obranné zdi kolem kostela. K úpravám dále došlo v letech 1844 a 1884. V interiéru se nachází dřevěný kazetový strop. Kostel má hladké fasády, věž je členěna lizénami a půlkruhově ukončenými okny se šambránami. Ukončena je trojúhelníkovými štíty a jehlancovou helmicí. Nad vstupním portálem je pamětní tabule obětem první světové války z roku 1934.

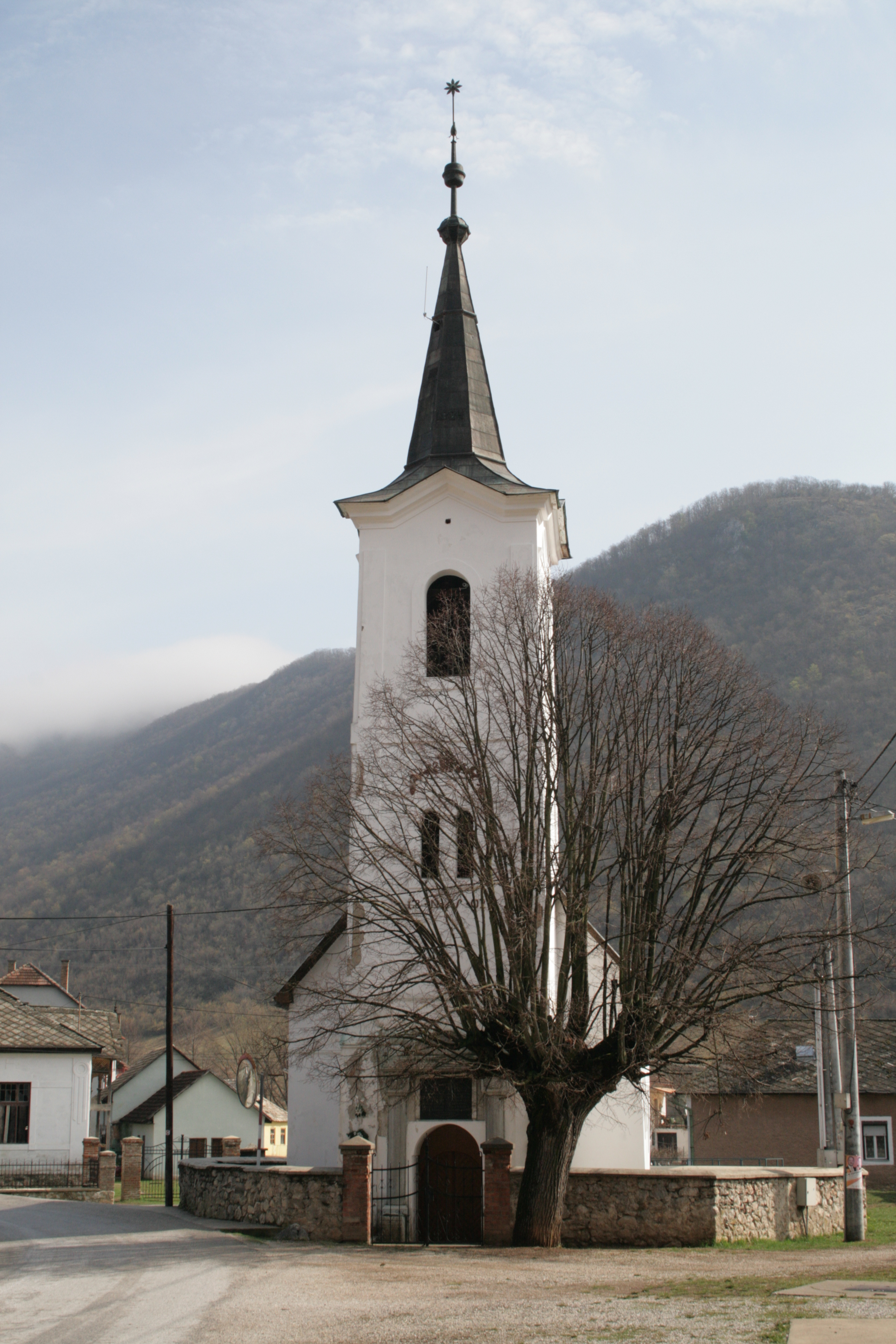
Reformovaný kostel
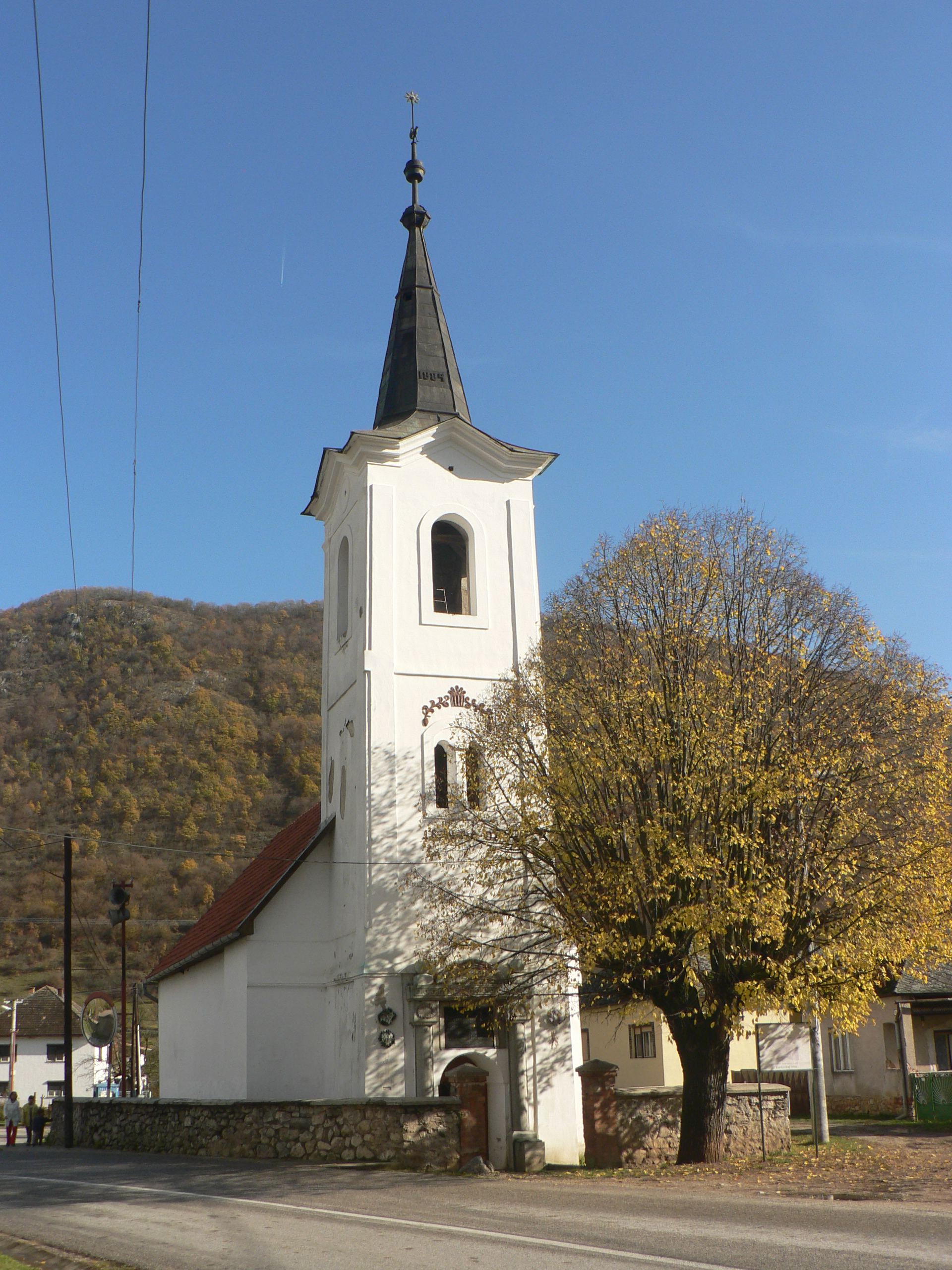
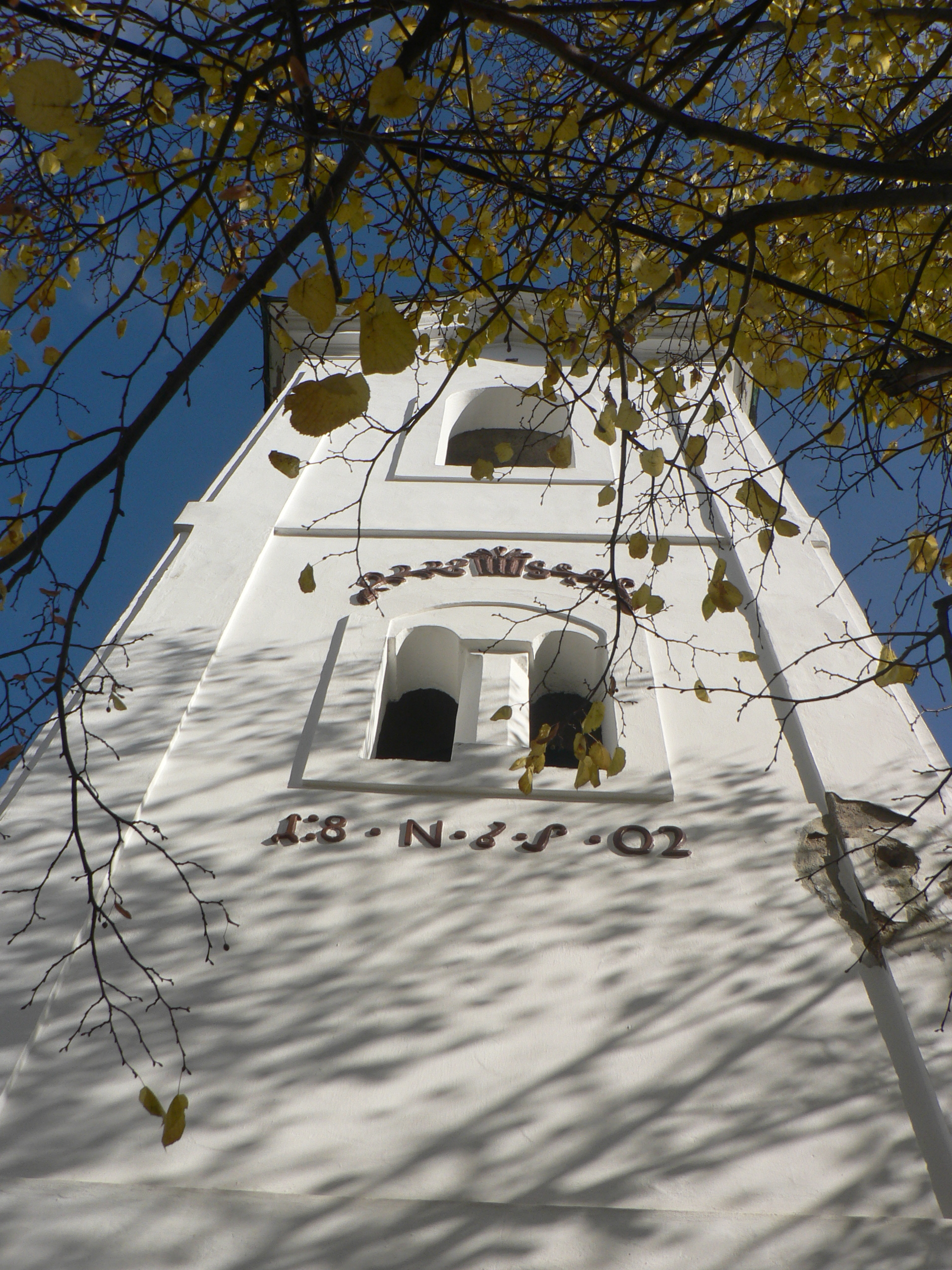
Detail věže
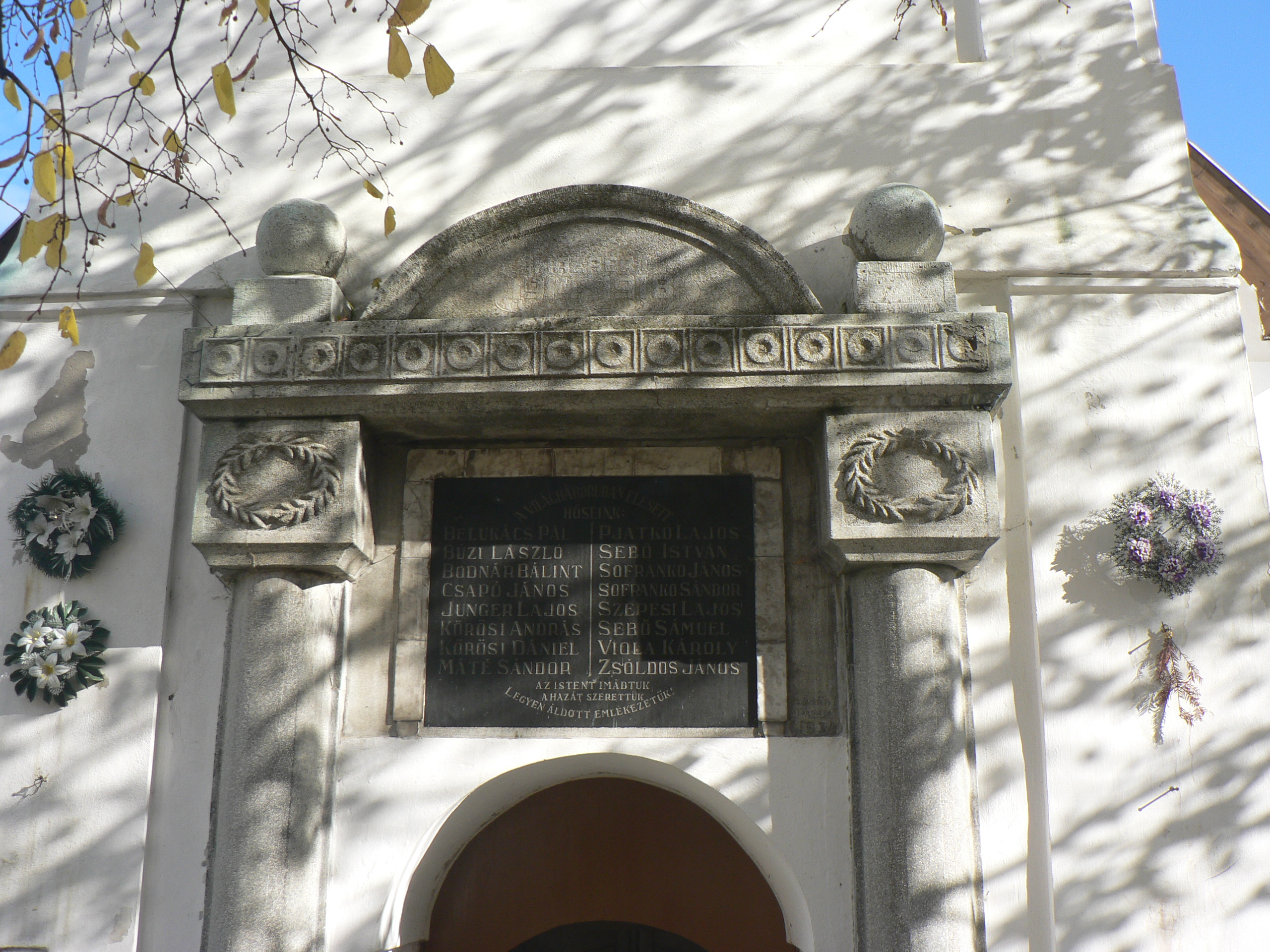
Památník obětem první světové války